# Kaiyō
Kaiyō (japanska: 海陽町?, Kaiyō-chō) är en landskommun (köping) i Tokushima prefektur i Japan. 